# Sadwavirus citri
Espèce
Synonymes
- Satsuma dwarf virus (ICTV, 2004)

Selon OEPP :
- Citrus mosaic virus
- Satsuma dwarf nepovirus
- Satsuma dwarf sadwavirus

Sadwavirus citri (SDV, virus du nanisme du satsuma) est une espèce de virus de la famille des Secoviridae.

## Occurrence
Il est originaire d'Asie, présent en Extrême-Orient (Chine, Corée sur Setoka et Dékopon, Japon), au Moyen-Orient (Iran, Syrie, Turquie). Au Japon il est largement répandu dans les principales régions productrices d'agrumes, sa première détection date de 1950. En Europe il est classé dans la liste A2 de l'OEPP, c'est un organisme de quarantaine, de même au Maroc et en Tunisie.

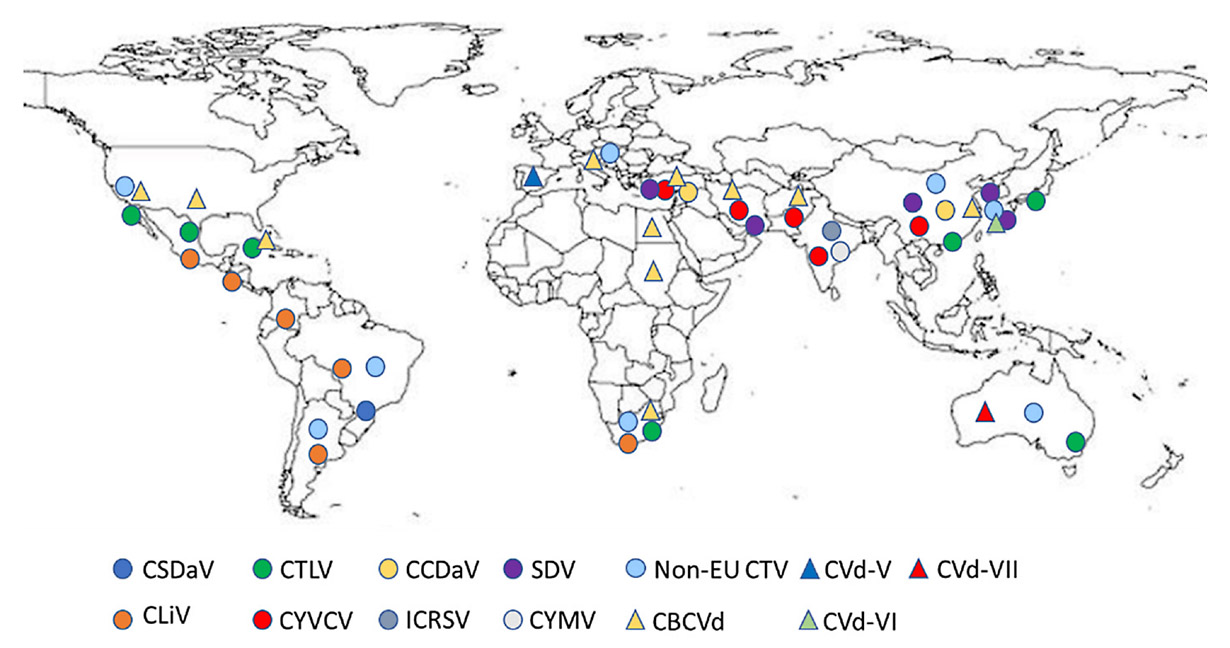
Présence du SDV (point violet) chez les agrumes dans le monde en 2023

Le virus n'affecte pas que les agrumes, il peut être facilement se transmettre à de nombreuses espèces herbacées, notamment le sésame (Sesamum indicum L.), Physalis floridana Rydb, Daphniphyllum  teijsmannii Zoll. ex Kurz., Viburnum odoratissimum.

## Description
Ce sont des petits virus à ARN linéaire à simple brin, isométriques (26 nm de diamètre) de deux ARNs + (6 790 et 5 345 nt, molécules génomiques) à polarité positive, rattachés à la classe IV de la classification Baltimore, qui infectent les plantes (phytovirus).
Une publication chinoise (2020) donne les séquences complètes du génome et analyse de recombinaison de trois isolats divergents du SDV provenant d'agrumes des provinces du Zhejiang et du Sichuan. Elle confirme la proximité du SDV avec le virus de la marbrure infectieuse de l'oranger Navel (Navel orange infectious mottling virus) et le virus du nanisme du natsudaïdaï (NDV natsudaidai dwarf virus). L’analyse de recombinaison prouve leur cooccurrence commune dans la nature.
Le virus de la mosaïque des agrumes (CiMV),le virus Hyuganatsu (HV) ont aussi des propriétés communes avec le SDV. Tous ces virus affectent les mandarines, l'orange douce (Citrus × sinensis (L.) Osbeck), le natsudaidai, le hyuganatsu (Citrus tamurana). La principale plante-hôte du SDV est la mandarine satsuma (Citrus reticulata subsp. unshiu).

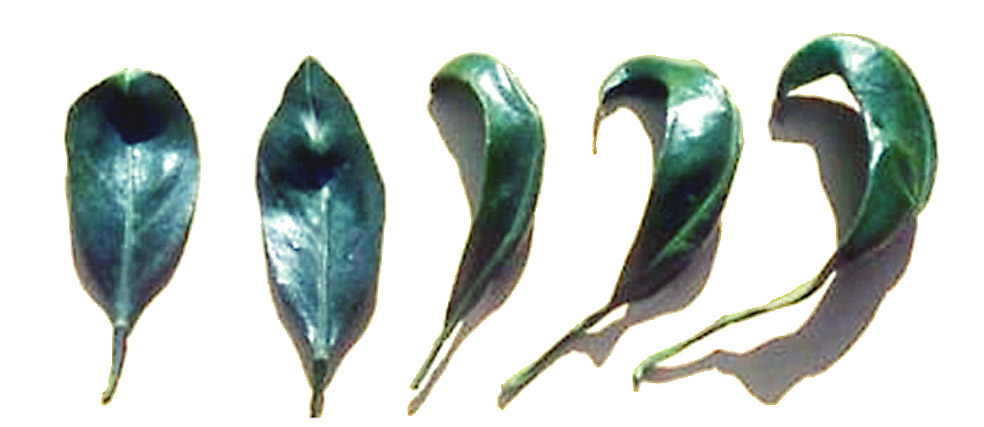
Déformation en forme de bateau d'une feuille de mandarinier satsuma par le SDV

La vigueur des arbres infectés et la qualité des fruits diminuent avec les années. Chez l'oranger, les tangor et autres cultivars hybrides la feuille ne prend pas la forme de bateau mais devient petites et étroites. A la déformation de la feuille s'ajoute des entre-nœuds courts.

## Taxinomie
Le virus du nanisme du satsuma appartient au sous-genre Satsumavirus du genre Sadwavirus de la famille des Secoviridae (Sanfaçon et al. 2020). Jusqu'à la détermination de sa séquence nucléotidique, ce virus était considéré comme un membre provisoire du genre Nepovirus dans l'actuelle sous-famille des Comovirinae. Le SDV partage de nombreuses propriétés avec les membres de la famille Secoviridae; les virions sphériques ont une protéine de capside composé de  génomes bipartites linéaires, l'organisation génétique de l'ARN1 et de l'ARN2 est similaire à celle des autres membres de la famille.
Au Japon, un virus bien caractérisé a été décrit sous le nom de CiMV Citrus mosaic virus (virus de la mosaïque des agrumes). Ce virus, sérologiquement apparenté au SDV, est désormais considéré comme une souche du SDV.

## Transmission
La transmission se fait habituellement par inoculation mécanique via les outils de coupe, sécateurs, greffoirs et les greffons infectés. Mais on a constaté au Japon (2023) que des Poncirus trifoliata plantés à proximité d'agrumes greffés sur le même porte-greffe ont été infecté par le SDV et la CiMV.